# Comté angevin de Piémont
1255–1382
Entités précédentes :
- Saint-Empire :
-  Seigneurie de Piémont

Entités suivantes :
- États de Savoie :
-  Principauté de Piémont

Le comté angevin de Piémont est un État féodal qui a été créé, dans le sud du Piémont par le comte de Provence Charles Ier d'Anjou-Naples.

## L'histoire

### La création
En 1304, le roi Charles II d'Anjou-Naples décide de reprendre les territoires que son père avait possédés en Piémont et en Lombardie, et d'abord ceux que le marquis de Saluces Manfred IV de Saluces détenait. Il nomme gouverneur du comté de Provence, du comté de Forcalquier et du Comté de Piémont, son fils Raymond-Béranger et envoie, avec le titre de sénéchal du Piémont, Raynal de Lecto (en italien : Rainaldo di Letto), le maître de son hôtel, accompagné de 100 cavaliers et de deux cents arbalétriers reprendre les seigneuries paternelles.
Le sénéchal qui a complété ses troupes avec des renforts provençaux, reprend alors, les villes d'Alba, de Cherasco, de Savillan et de Mondovi. La dédition de Mondovi a lieu le 21 mars 1305. Celle-ci stipule la destruction et l'interdiction de reconstruire les châteaux de Roccaforte, de Breo, Lovazanico , Guasco et Villanova.
L'entreprise fut favorisée par l'inaction du marquis de Saluces. Sous la conduite de Jacques Arduins (en italien : Giaccomo Ardoino), procureur et avocat du roi de Naples, vice-régent de Ricardo di Gambatesa, sénéchal de Provence, les hommes d'armes fournis par la viguerie de Sospel, s'emparent, en passant par le col de Fenestre, de la vallée du Gesso et de la vallée de la Stura di Demonte. Ils prennent le 30 août 1305, Rocca Sparvièra,.
Les fortifications de Demonte contraignent le sénéchal de Piémont et le sénéchal de Provence à unir leurs forces pour l'assiéger, mais la ville se rend dès le 6 septembre 1305. En ce même mois de septembre, Charles II envoie en Piémont un renfort de 300 cavaliers et s'empare de Coni et des vallées voisines de cette ville.
Raymond-Béranger entretemps meurt, et le roi Charles II nomme son fils Robert, duc de Calabre, vicaire général des comtés de Provence et de Forcalquier. Celui-ci prend ses fonctions à Aix-en-Provence en mars 1306.
Le 17 février 1309, le roi Charles II, ordonne à Raymond III des Baux-Orange, seigneur de Courthézon, Sénéchal de Piémont, de remettre le comté de Piémont à son fils Robert ou à ses procureurs et de lui faire prêter hommage et serment de fidélité par tous les marquis, comtes, barons et habitants de chaque ville de ce comté. Le 22 avril 1309, à Coni, le prince Robert ordonne à Raynal de Lecto, sénéchal de Provence et de Forcalquier, et à Raymond de Aquila, juge de la cour ducale, de prendre possession du comté de Piémont et de faire prêter le serment de fidélité à la commune de Coni et à la noblesse du pays.

## Le contexte politique

### Les principautés féodales
Le Piémont de la seconde moitié du XIIIe siècle et de la première moitié du XIVe siècle est partagé entre :
- Quatre grandes seigneuries féodales :
  - Le marquisat de Montferrat.
  - Le marquisat de Saluces.
  - La seigneurie de Piémont qui a été créée en 1235 en faveur de Thomas II de Piémont et dont les seigneurs portent, pour l'historiographie, le nom de « Savoie-Piémont » ou de « Savoie-Achaïe »[4].
  - Les seigneuries piémontaises des comtes de Savoie.
- L'influence et les seigneuries de princes du royaume de Bourgogne :
  - Le comte de Provence,
  - Le dauphin de Viennois.
- La seigneurie milanaise des Visconti.

## Les acteurs

### Les sénéchaux de Lombardie et de Piémont

#### Les sénéchaux de la première création
- (1259) Gautier d’Aulnay[5].
- (1260) Jacques Gantelmi[5],[note 2].
- (1261) Boniface Galberti.
- (1261) Guillaume Estandart.
- (1262-1263) Raymond Isnard.
- (1264) Bertrand de Pugeto.
- (1263-1265) Pierre de Voisins.
- (1266) Guillaume Estandart.
- (1267) Truand de Flayosc.
- (1268-1269) Raymond de Tauro.
- (1269-1271) Gaucher de la Roque.
- (1272-1273) Amiel d’Agoult.
- (1273-1276) Philippe de Lagonesse.
- (1276) Gautier d’Aulnay.
- (1276-1277) Barras de Barras.

#### Les sénéchaux de la seconde création
- (1304-1308) Raynal de Lecto.
- (1308-1309) Raymond III de Baux-Orange, seigneur de Courthézon[2].
- (1310) Bertrand de Marseille.
- (1310) Richard de Gambatesa.
- (1310-1319) Hugues de Baux[note 3].
- (1320) Raymbaud de Moustiers.
- (1320) Guglielmo di Cassano.
- (1322) Bernardo de Monteserino.
- (1324-1330) Pierre de Cadenet.
- (1332) Galaxius.
- (1332-1333) Pietro Orsini.
- (1334) Filippo di Castropagano.
- (1335) Goffredo di Marzano.
- (1336-1337) Roberto di Sanseverino.
- (1337) Guillaume Rulla.
- (1337) Ferrant de Majorque.
- (1337) Guillaume Rulla.
- (1338) Giovanni di Eboli.
- (1340-1342) Bertrand de Baux.
- (1342) Hugues de Castellane.
- (1343) Nicola di Eboli.